# سد تایسوروس
سد تایسوروس (به لاتین: Thisavros Dam) یک سد خاکی در یونان است که در Nikiforos واقع شده‌است.